# Борнео
Борнео, који у Индонезији називају Калимантан (малајс. Borneo), (инд. Kalimantan), има површину од 743.330 km², па је треће по величини острво (иза Гренланда и Нове Гвинеје) на свету. Налази се усред Индонезијског архипелага, а политички је подељен између Индонезије, Малезије и Брунеја. Припада групи Великих Сундских острва. Приближно 73% острва је индонезијска територија.

## Географија
Обала острва је због мочварних шума мангрова релативно неприступачна, што као последицу има и слабу насељеност обала. Чак нити већина река нису (због морских наноса) приступачне с морске стране. Велика подручја су још увијек покривена густим прашумама.
Од крајњег северног дела острва, Кап Сампанмангио, па до северозападног краја на Кап Дату пружа се дугачак брдски ланац. На централној висоравни издиже се више група брда окружених равницама. Највиша тачка на острву је врх Кинабалу (4.101 метара над морем) и налази се на североистоку. Брда од гранита и шкриљца су претежно на западном делу Борнеа. Највећи речни систем је Капуас у Западном Килимантану, са дужином од 1000 km. Друге главне реке су Махакам у Источном Калимантану (920 km), Барито у Јужном Калимантану (900 km), Рајанг у Сараваку (565 km) и Кинабатанган у Сабаху (560 km).
Обала је дугачка 4.971 км. Није јако разуђена, али ипак има неколико добрих и сигурних залива у којима су луке. Пре него што су нивои мора порасли на крају задњег леденог доба, Борнео је био део азијске копнене масе, формирајући са Јавом и Суматром горска подручја полуострва које се протезало источно од данашње Индокине. Јужно кинеско море и Тајландски залив сад прекривају бивше низијске делове полустрва. Дубље воде које раздвајају Борнео од суседног Сулавесија су спречавале копнену везу са тим острвом, чиме је креирано раздвајање познато као Воласова линија између биолошких региона Азије и Аустралије-Нове Гвинеје.
Западно од Борнеа су Анамба острва.

## Клима
Клима Борнеа је изражено тропска. Просечна температура колеба од 27,7 °C у јулу и 26,7 °C у октобру. Већи јужни део Борнеа има изражено једно сушно и једно кишно раздобље, док су на северу по два таква раздобља.

## Становништво
На Борнеу живи 19.804.064 (стање 2010) па тиме и густину становништва од само 26,65 становника на km².
Становништво на острву чине народ Дајака, Малајци и Кинези. Већину малајског становништва чине потомци Деутеро Малајаца, који су, историјски гледано, стигли на Борнео у другом валу насељавања острва из Азије преко Малајског полуострва.
У унутрашњости Борнеа живе Пенани, групе ловаца и сакупљача, који етнолошки припадају тако званим Прото Малајцима, који су на острво стигли у првом таласу насељавања малајско-индонезијских насељеника.
У неким рубним обалним подручјима могу се срести насеља народа Оранг Лаута. Због њиховог скиталачког начина живота који се најчешће одвија готово искључиво на чамцима, староседелачко становништво их често назива и морским Циганима, што је с једне стране погрдно, а с друге нетачно, јер немају никакву сродност с Ромима на које се често односи тај назив.
Надаље, у унутрашњости Борнеа живи, према процени, око 240.000 припадника народа Ибан.
Већина становништва Калимантана су или муслимани или анимисти. Постоји и хришћанска мањина. Око 15% Дајака су прешли, барем формално, на хришћанство у оквиру мисионарских покушаја током 19. века.

## Историја
Током златног раздобља Малајског султаната Брунеј од 15. до 17. века, а након пропасти Малачког царства с подручја Југоисточне Азије, они су владали целим острвом. Касније су северни део Борнеа контролисали малајски Сулу султанати (1473—1899) с изузетком појединих подручја која су била под контролом Сјеверне Борнео Компаније. Подручје под контролом Брунејског султаната је с временом на разне начине дошло под контролу британске породице Брук.
У раном 19. веку британски и холандски колонизатори се споразумевају о кориштењу лука под њиховом контролом. Источни део Борнеа контролишу холандски а западни британски трговци (слично, Малака је дата на управу Британцима у замену за разне луке на Јави, док је Суматра дата на управљање Холанђанима)
За време Другог светског рата Јапан је окупирао Борнео (1941—1945) и десетковао домаћу малајску популацију, а нарочито интелектуалце, укључујући и постојеће султанате на Калимантану.
У раздобљу између 1962. и 1966. Малезија и Индонезија су имали озбиљне спорове око Борнеа, а у данашње време се Филипини споре с Индонезијом око територија на северу острва.

### Ранa историја
У новембру 2018. године, научници су пријавили откриће најстарије познате фигуративне уметничке слике, старе преко 40.000 (можда чак 52.000) година, непознате животиње, у пећини Лубанг Јерији Салех на острву Борнео.
Према древним кинеским (977),‍:129 индијским и јапанским рукописима, градови на западној обали Борнеа постали су трговачке луке до првог миленијума нове ере. У кинеским рукописима, злато, камфор, оклоп корњаче, слоновача, рог носорога, креста ждрала, пчелињи восак, лака дрво (мирисна срж и корење дебеле лијане, Dalbergia parviflora), змајева крв, ратан, јестива гнезда птица и разни зачини су описани као нека од највредније робе са Борнеа. Индијци су назвали Борнео Суварнабуми (земља злата) и такође Карпурадвипа (Камфорно острво). Јаванци су назвали Борнео Пурадвипа, или Дијамантско острво. Археолошки налази у делти реке Саравак откривају да је ово подручје било напредан центар трговине између Индије и Кине од 6. века до око 1300. године.
Камени стубови са натписима на палавском писму, пронађени у Кутају дуж реке Махакам у источном Калимантану и који датирају од око друге половине 4. века, представљају неке од најстаријих доказа о хиндуистичком утицају у југоисточној Азији. До 14. века, Борнео је постао вазална држава Мајапахита (у данашњој Индонезији),,] касније приклонивши своју верност кинеској династији Минг. Предисламски Сулу, тада локално познат као Лупах Суг, протезао се од Палавана и архипелага Сулу на Филипинима; до Сабаха, источног и северног Калимантана на Борнеу. Царство Сулу се подигло као побуна и реакција против бившег мајапахитског империјализма током краткотрајне окупације. Религија ислама је приспела на острво у 10. веку, након доласка муслиманских трговаца који су касније преобратили многе аутохтоне народе у приморским областима.
Султанат Брунеј је прогласио независност од Мајапахита након смрти мајапахитског цара средином 14. века. Током свог златног доба под Болкијахом од 15. до 17. века, Брунејски султанат је владао скоро целом обалском области Борнеа (дајући име острву због свог утицаја у региону) и над неколико острва на Филипинима. Током 1450-их, Шарифул Хашем Сиед Абу Бакр, арапин рођен у Џохору, је стигао у Сулу из Малаке. Године 1457, основао је Султанат Сулу; себе је насловио као „Падука Маулана Махасари Шариф Султан Хашем Абу Бакр“. Након независности од утицаја Брунеја 1578. године, Сулу је почео да шири своју таласократију на делове северног Борнеа. Оба султаната који су владали северним Борнеом традиционално су се бавила трговином са Кином путем кинеских џунки који су често долазиле. Упркос таласократији султаната, унутрашња област Борнеа остала је слободна од владавине краљевстава.

## Природна богатства
Од природних богатстава на острву има угљеника и нафте, док се од пољопривредних производа узгаја, односно придобива копра, саго и каучук. На југоистоку се узгаја бибер. Врло је значајно и шумска богатства (сеча скупоцених тропских стабала). Због готово неконтролисане сече драгоцених кишних шума Индонезија се на међународној равни нашла изложена озбиљним критикама.

## Политичка подела
Политички, Борнео је подељен на султанат Брунеј, малезијске покрајине Саравак и Сабах, те индонезијске провинције Калимантан Барат, Калимантан Тенгах, Калимантан Селатан и Калимантан Тимур. Тиме је Борнео једино острво који је подељен између три државе (Списак подељених острва).

## Економија
Економија Борнеа првенствено зависи од пољопривреде, сече шума и рударства, нафте и гаса, и екотуризма. Економија Борнеа је посебно зависна од производних сектора нафта и гаса, и земља је постала један највећих нафтних произвођача у југоисточној Азији. Малезијске државе Саба и Саравак су врхунски извозници дрвене грађе. Саба је исто тако позната као пољопривредни произвођач гуме, какао зрна, и поврћа, и по свом рибарству, док обе Саба и Саравак извозе течни природни гас (LNG) и нафту. Индонезијска провинција Калимантан је углавном зависна од рударских сектора.